# Ogasawara (Tokyo)
Pour les articles homonymes, voir Ogasawara.
Ogasawara (小笠原村, Ogasawara-mura) est un village de la sous-préfecture d'Ogasawara, dans la préfecture de Tokyo au Japon.

## Géographie
Le village d'Ogasawara est constitué des îles de l'archipel d'Ogasawara, dans l'océan Pacifique. La population se répartit principalement sur Chichi-jima et Haha-jima.

## Histoire
Le village a été officiellement créé le 26 juin 1968.

## Démographie
Au 1er juin 2016, sa population s'élevait à 3 009 habitants répartis sur une superficie de 104,35 km2.

## Transports
Ogasawara est accessible par ferry.